# Balogh János (népköltő)
Balogh János (Senyefa, 19. század első fele – 1860-as évek) népköltő.

## Élete
Papírszeletekre nyomatta verseit és házalt velük Szombathely város és vidéke birtokosainál. Tanult ember volt, törvénytudósnak vallotta magát. Az 1848--49-es események hatása alatt irta Három c. művét. Később elzüllött. Az 1860-as években halt meg.

## Munkái
Kisebb nyomtatványai:
- Psychologia empirica. Sopron, 1833.
- Cribrum logicum seu criticismus. Sopron, 1833.
- Themis seu particula juris scientiae. Sopron, 1834.
- A követ két joga. Szibenliszt Mihály után. Sopron, 1834.
- Három (I. Forradalom. II. Lélek szabadsága. III. Lélek halhatatlansága.) Zalaegerszeg, 1848. Ezek a budapesti Egyetemi Könyvtárban vannak.

Politikai verseiből, amelyek 1861–67 között Szombathelyen jelentek meg, hat darab van az Országos Széchényi Könyvtárban.